# Iglesia de Nuestra Señora del Coll (Salàs de Pallars)
La iglesia de la Virgen del Coll es la actual parroquia del pueblo de Salás de Pallars, del término municipal del mismo nombre, en la comarca del Pallars Jussá, provincia de Lérida.
La fachada exterior es alta y estrecha, y está culminada por un campanario de torre de planta cuadrada. La puerta principal es adintelada.
En el interior, la nave central está cubierta con bóveda de cañón apuntada, y las laterales, fruto de una ampliación posterior, son de bóveda de crucería.
Aunque a veces se le menciona como iglesia románica, el templo actual parece bastante más tardío, con elementos medievales, pero ya dentro del gótico, e incluso épocas posteriores.
Una particularidad de esta iglesia es que el presbiterio está atravesado por debajo por la calle de Buen 
Jesús, 
que 
franquea por un puente.